# Kristoff Raczyñski
Krzysztof Raczyñski Tatomir (Moscú, 9 de junio de 1974), conocido artísticamente como Kristoff Raczyñski, es un actor, conductor de televisión, productor de televisión, director de cine, guionista, crítico de cine y youtuber mexicano de origen polaco.

## Datos biográficos
Kristoff empezó su carrera en la Escuela de Actuación de Televisa. Estuvo algunos años interpretando papeles secundarios en telenovelas mexicanas, y como presentador de noticias al lado de Juan José Origel en los programas de este último, hasta que obtuvo un papel protagonista en la telenovela Ramona (2000). En el 2001, junto a Tony Dalton, fue presentador del programa No te equivoques, ofrecido por Televisa y cancelado debido a la muerte de un joven participante (intoxicación etílica) de un concurso organizado por el programa, que consistía en consumir la mayor cantidad de tequila posible, en una conocida discoteca de Monterrey.
En 2004, escribió y actuó en la película mexicana Matando Cabos junto con Tony Dalton. El director de la película fue Alejandro Lozano. En una entrevista contó que la decisión más arriesgada que había tomado en su vida, había sido abandonar su papel en No Te Equivoques para rodar Matando Cabos.[cita requerida]
Trabajó en Televisa Networks, una empresa de canales de paga que pertenece a Grupo Televisa, en el canal Telehit.[cita requerida]
En el 2005, hizo algunas colaboraciones con Horacio Villalobos y sus programas Válvula de escape y Desde Gayola, en Telehit. En el 2006, condujo el programa I.D., en el cual logró una considerable audiencia a pesar de algunos sucesos controvertidos. Posteriormente, Telehit decidió darle un programa regular de media hora, que se emitió por primera vez el 6 de mayo del 2008, bajo el título de El show del polaco. 
El cortometraje "Confesiones de un Table" ("Confesiones de un Tabledancer"), escrito y dirigido por él, participó en el "Short Film Corner" del Festival de Cannes en 2012, y en el Festival Internacional de Cine de Guadalajara en 2013.
En 2017, dirigió y escribió la película Loco Fin de Semana.  
A inicios de 2018, inició la producción de la primera serie para Vix+  "Sobreviviendo a los 30s".
Actualmente cuenta con un canal de Youtube donde habla de cine. Este  canal a recibido muchas criticas por parte de usuarios de Facebook y otras redes sociales aduciendo que Kristoff tiene opiciones muy parciales y considera inferior cualquier película a excepción de Matando Cabos.

## Trayectoria

### Telenovelas
- Vivo por Elena (1998)
- Ramona (2000)
- Mujer, casos de la vida real (2000-2002)
- No te equivoques (2001-2002)
- Diseñador de ambos sexos Capítulo 44: La vida sin ti (2001)
- I.D. (2006)
- Desde Gayola (2005)
- Válvula de escape (2005)
- El show del Polaco (2008)

### Serie
- Adictos (Serie) (2009)
- Macarena (Serie) (2018) (Netflix)
- Centro Médico (Serie) (2019) as Themself
- Sobreviviendo a los 30´s (Serie) (2022) (Netflix)

### Cine
- Matando Cabos (2004) - Coescritor y actor
- Confesiones de un tabledancer (Cortometraje) (2012) - Escritor y director
- Chapo: el escape del siglo (2016) - Actor
- Loco fin de semana (2017) - Director y escritor

### Doblaje
- Monsters vs Aliens (2009) - El Eslabón Perdido